# Vårviks församling
Vårviks församling var en församling i Karlstads stift och i Bengtsfors kommun. Församlingen uppgick 2012 i Laxarby-Vårviks församling.

## Administrativ historik
Församlingen har medeltida ursprung. 
Församlingen var till 1640 annexförsamling i pastoratet Blomskog, Trankil, Torrskog, Vårvik och Silbodal för att därefter till 1680 vara annexförsamling i pastoratet Silbodal och Vårvik. Från 1680 till 1962 var församlingen annexförsamling i pastoratet Blomskog, Trankil, Torrskog och Vårvik, för att därefter till 2012 vara annexförsamling i pastoratet Laxarby och Vårvik. Församlingen uppgick 2012 i Laxarby-Vårviks församling.

## Kyrkor
- Vårviks kyrka